# Kajetanów (gromada)
Kajetanów (od 31 XII 1961 Wiśniówka) – dawna gromada, czyli najmniejsza jednostka podziału terytorialnego Polskiej Rzeczypospolitej Ludowej w latach 1954–1972.
Gromady, z gromadzkimi radami narodowymi (GRN) jako organami władzy najniższego stopnia na wsi, funkcjonowały od reformy reorganizującej administrację wiejską przeprowadzonej jesienią 1954 do momentu ich zniesienia z dniem 1 stycznia 1973, tym samym wypierając organizację gminną w latach 1954–1972.
Gromadę Kajetanów z siedzibą GRN w Kajetanowie utworzono – jako jedną z 8759 gromad na obszarze Polski – w powiecie kieleckim w woj. kieleckim, na mocy uchwały nr 13c/54 WRN w Kielcach z dnia 29 września 1954. W skład jednostki weszły obszary dotychczasowych gromad Kajetanów i Jaworze oraz wieś Gruszka z dotychczasowej gromady Zagnańsk ze zniesionej gminy Samsonów w tymże powiecie. Dla gromady ustalono 27 członków gromadzkiej rady narodowej.
29 lutego 1956 do gromady Kajetanów przyłączono oddziały Nr Nr 15–21, 33–40, 57–64, 80–87 i 104–105 nadleśnictwa Zagnańsk z gromady Gózd Zaszosie w tymże powiecie.
31 grudnia 1959 z gromady Kajetanów wyłączono wieś Ścięgno włączając je do gromady Zagnańsk.
31 grudnia 1961 z gromady Kajetanów wyłączono wsie Jaworze, Siodła, Gruszka i Lekomin włączając je do gromady Zagnańsk; do gromady Kajetanów przyłączono natomiast obszar zniesionej gromady Dąbrowa, po czym gromadę Kajetanów zniesiono przez przeniesienie siedziby GRN z Kajetanowa do Wiśniówki i przemianowanie jednostki na gromada Wiśniówka.